# Acide truxillique
Un acide truxillique est un cyclobutane possédant deux groupes phényle et deux groupes acide carboxylique disposés symétriquement par rapport à la diagonale du cycle. Il existe cinq stéréoisomères de l'acide truxillique de formule semi-développée (C6H5)2C4H4(COOH)2 et qui peuvent être obtenus par distillation de l'acide cinnamique. Deux molécules d'acide cinnamique (alcène trans) réagissent tête-bêche dans une cycloaddition photochimique pour former aléatoirement un des cinq isomères d'acide truxillique :
Ces composés sont retrouvés dans une grande variété de végétaux,.

## Stéréoisomérie
Les nombreuses symétries de l'acide truxillique font qu'il ne possède aucun atome de carbone asymétrique et qu'il n'existe que cinq stéréoisomères possibles, :